# Commando (Computerspiel)
Commando [kəˈmɑ:ndəʊ] ist ein Computerspiel des Genres Shoot ’em up. Es wurde 1985 von Capcom als Arcade-Spiel veröffentlicht. Später folgten Portierungen für andere Plattformen, unter anderem für den Heimcomputer Commodore 64. Es existieren auch andere gleichnamige Arcade-Spiele.

## Handlung
Der Spieler übernimmt die Rolle des Soldaten „Super Joe“, der, nur mit einem M60-Maschinengewehr und sechs Handgranaten ausgerüstet, im Rahmen einer Einzelmission in feindlichem Gebiet abgesetzt wird und dort Kriegsgefangene befreien und eine Festung einnehmen muss. Das Spiel ist dabei in zwei Einsätze à vier Abschnitte unterteilt.

## Spielprinzip und Technik
Der Spieler muss die Spielfigur Super Joe über den vertikal scrollenden Bildschirm steuern und herannahende Gegnerscharen vernichten. Damit fällt Commando in das Shoot-’em-up-Subgenre Run and Gun. Gegner gilt es zu erschießen oder durch Werfen von Handgranaten zu eliminieren und Geiseln zu befreien. Der Vorrat an Handgranaten kann durch zufällig im Spiel verteilte Kisten aufgestockt werden. Das Spiel ist in drei Abschnitte unterteilt: Abschnitt eins und zwei enden jeweils an Toren, durch die man erst gehen kann, wenn alle Gegner eliminiert worden sind. Am Ende des dritten und letzten Abschnitts gelangt man zu einem zweistöckigen Gebäude, aus dessen vier Fenstern auf den Spieler geschossen wird und aus dessen Haupteingang viele feindliche Spielfiguren schießend herausströmen. Sind alle Gegner eliminiert, bricht in dem Haus, sichtbar durch die Fenster, ein Feuer aus und das Spiel beginnt von vorn. Das Arcade-Original verfügt über acht Level, die Heimcomputer-Portierungen aus Speicherplatzgründen lediglich drei.
Die Gegner können auch aus feststehenden Kanonen schießen und manche fahren auf einem Motorrad, zum Beispiel auf einer Brücke, über die der Spieler gehen muss.

### Hardware (Arcade-Version)
- Haupt-/Soundprozessor: zwei Zilog Z80
- Soundchips: zwei YM2203
- Auflösung: 224×256 Pixel
- Joystick: 8-Wege und 2 Knöpfe
- Farbtiefe: 256 Farben (C64: 16 Farben)

## Produktionsnotizen
Der englische Spielname Commando geht laut dem Printmagazin Retro Gamer wahrscheinlich auf den (im Englischen) gleichnamigen Spielfilm Phantom-Kommando aus dem Jahr 1985 zurück. Programmierer der C64-Version war Chris Butler, die Grafik stammt von Rory Green und Chris Harvey. Die C64-Musik wurde von Rob Hubbard, basierend auf dem Arcade-Original von Tamayo Kawamoto, in weniger als 12 Stunden komponiert. Sie ist wohl eines der bekanntesten SID-Musikstücke, die es für den C64 gibt.
Die deutsche Version wurde entschärft, um eine Indizierung zu vermeiden. Indizierungsgefährdet waren Spiele, die die Tötung von Menschen zum Inhalt hatten. Capcom benannte das Spiel für den deutschen Markt deshalb in Space Invasion um und änderte die Grafik der Gegner dahingehend ab, dass sie an Außerirdische erinnerten. Das Spiel wurde dennoch 1988 von der Bundesprüfstelle für jugendgefährdende Medien wegen Kriegsverherrlichung indiziert, im August 2005 aber gemäß § 23 Abs. 4 JuSchG von der BPjM wieder aus der Liste der jugendgefährdenden Medien gestrichen. Die Heimcomputerfassung Commando II von Elite Systems wurde im März 2009 von der BPjM aus der Liste der jugendgefährdenden Medien gestrichen und die Indizierung damit aufgehoben. In Japan kam das Spiel als Senjō no Ōkami (Wolf des Schlachtfelds) auf den Markt.
Das Gros der Umsetzungen für damals gängige Heimcomputer wurde vom eher kleinen, britischen Publisher Elite Systems veröffentlicht, die Capcom für die Rechte am Spiel 25.000 £ sowie eine Umsatzbeteiligung abgekauft hatten. Aufgrund des finanziellen Erfolgs der Umsetzungen entschloss sich Elite Systems, ein Nachfolgespiel für die Heimcomputer zu produzieren, für die die Firma die Rechte erworben hatte. Nach zahlreichen Verschiebungen erschien Commando '86 1987 lediglich im Rahmen einer Kompilation (Hit Pak: 6 Pak) gemeinsam mit anderen Titeln des Publishers.

## Rezeption
Für Capcom war Commando ein signifikanter finanzieller Erfolg. Noch 2009 lag das Spiel auf der Liste der finanziell erfolgreichsten Produkte des Publishers auf Rang 13. 1986 wurde Commando von den Lesern des Aktuellen Software Markts zum Actionspiel des Jahres 1985 gewählt.
DieASM bezeichnete Commando in einer redaktionellen Rezension als „Kriegsspiel der übelsten Sorte“, das im Vergleich zum ähnlich gelagerten Rambo ein rein destruktives Gameplay habe. Dabei sei das Spiel technisch gut gemacht und verfüge über eine ansprechende Grafik. Die deutsche Happy Computer pries den Soundtrack von Rob Hubbard, die „sehr starke“ Grafik und das „fesselnde“ Gameplay. Die Redakteure Heinrich Lenhardt und Gregor Neumann wiesen aber auch darauf hin, dass die Hintergrundgeschichte des Spiels „primitiver, (...) gehobener Müll“ und eine der „Geschmacklosigkeiten des Jahres“ sei, und stellten heraus, dass die Umsetzung für den Commodore 16 misslungen sei und wenig mit der Commodore-64-Version gemein habe.
Das britische Magazin Zzap!64 vergab für die C64-Portierung eine überdurchschnittliche Wertung von 77 %, kritisierte aber verschiedene Aspekte des Spiels scharf. So wurden die gegenüber dem Spielhallenorginal fehlenden Level bemängelt, das Gameplay sei repetitiv und der Schwierigkeitsgrad deutlich zu niedrig. Gelobt wurde lediglich die Musik von Rob Hubbard, doch schon die Soundeffekte seien „armselig“ und passten damit zum Gameplay.
Das Retro-Magazin Retro Gamer bezeichnete Commando 2005 in einer Retrospektive als einen der bekanntesten und besten Vertreter des Run-and-Gun-Genres und als für dieses genredefinierend.